# Loepa megacore
Loepa megacore är en fjärilsart som beskrevs av Jordan 1911. Loepa megacore ingår i släktet Loepa och familjen påfågelsspinnare. Inga underarter finns listade i Catalogue of Life.